# グリフィス・ラザフォード
グリフィス・ラザフォード（英語: Griffith Rutherford、1721年頃 - 1805年8月10日）は、18世紀アメリカの軍人であり、ノースカロライナ州の政治指導者である。南西部領土とテネシー州の初期の歴史で重要人物だった。

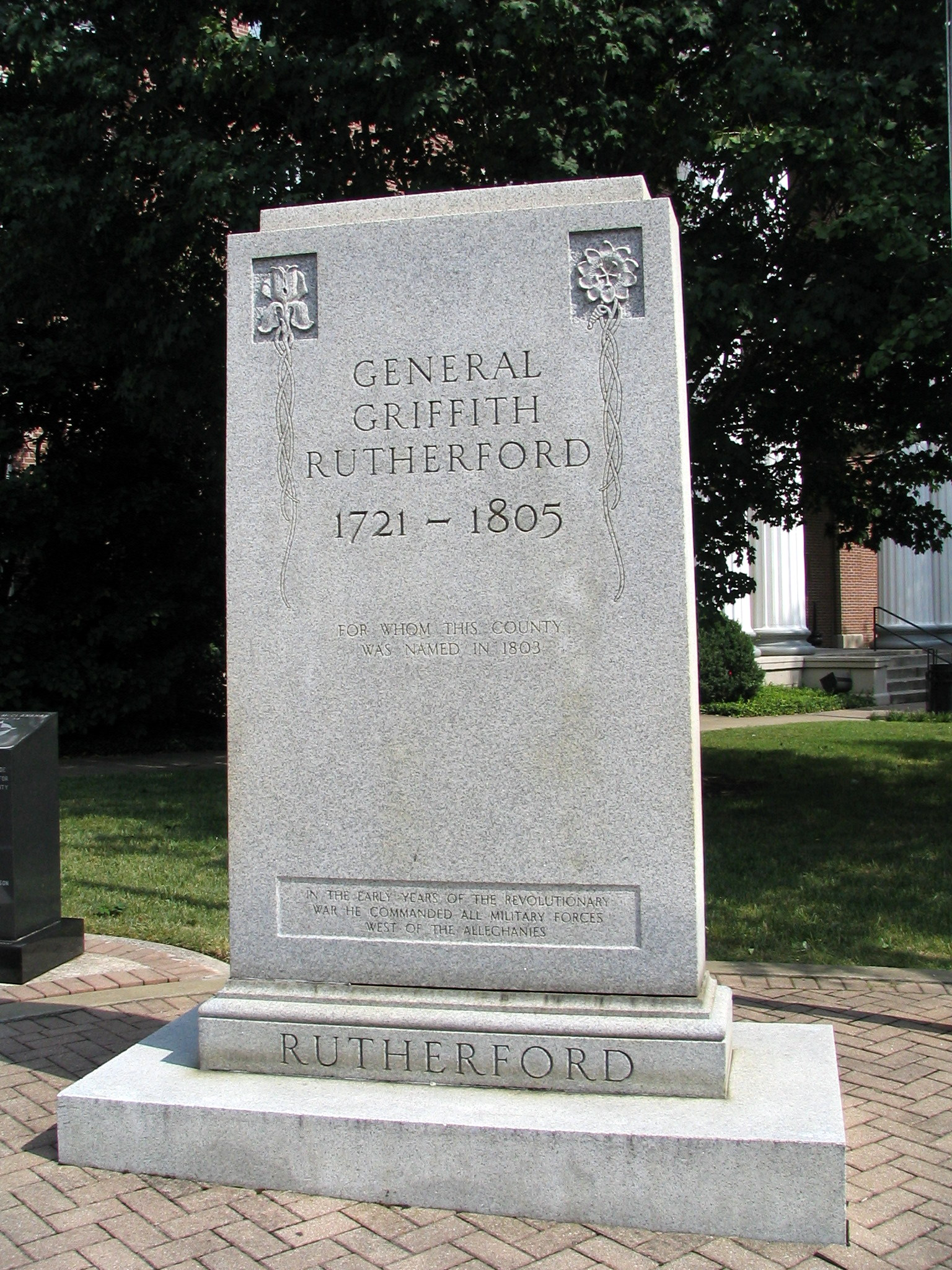
マーフリーズボロにあるグリフィス・ラザフォード記念碑

フレンチ・インディアン戦争のときに、イギリス植民地民兵隊の大尉となった。1775年にアメリカ独立戦争が始まるまで民兵隊に務め続けており、独立戦争ではノースカロライナ民兵隊に入隊して大佐になった。1776年5月にはソールズベリー地区民兵隊の准将に指名された。西部フロンティアでチェロキー族インディアンに対するチカマウガ戦争の初期段階に参戦した。1780年6月、ラムサーズミルの戦いでロイヤリスト部隊を破った時は一部貢献した。1780年8月16日のキャムデンの戦いに参戦し、イギリス軍の捕虜になった。1781年の捕虜交換で釈放され、その後はチェロキー族のチカマウガ隊への攻撃など幾つかの作戦に参加した。
ラザフォードはアイルランドの生まれであり、18歳の時に両親とペンシルベニア植民地フィラデルフィアに移民してきた。1753年、ノースカロライナ植民地ローワン郡に移り、そこでエリザベス・グラハムと結婚した。町の活動的な一員となり、多くの公職を務めた。ノースカロライナ州議会の両院で議員となり、また州知事にも立候補したが落選した。反連邦党の運動では推進者であり、1794年には南西部領土立法議会議長に指名された。テネシー州サムナー郡に引退し、そこで1805年8月10日に死んだ。84歳だった。

## 初期の経歴
青年時代についてはあまり知られていない。1721年あるいは1731年のどちらかにアイルランドで生まれた。父のジョン・ラザフォードはスコットランド系アイルランド人であり、母のエリザベス（旧姓グリフィン）はウェールズ出身だった。18歳の時にフィラデルフィアに移民してからの記録が残っている。両親はアメリカへの航行中に死亡し、暫くは親戚の農園で働いていた。その時に測量法を習った。1753年頃、ノースカロライナ植民地ローワン郡に移り、ソールズベリーから約7マイル (11 km) にある土地を購入した。これは1750年代にラザフォードが購入した幾つかの土地では最初のものだった。翌年、隣人の姉妹エリザベス・グラハムと結婚し、10人の子供をもうけた。息子の1人ジェイムズは後のアメリカ独立戦争で少佐となり、ユートースプリングスの戦い（1781年9月）で戦死した。ラザフォードはダニエル・ブーンの友人でもあり、ブーンとは何度か狩猟や測量の遠征に行った。住んでいた町では次第に活動的になっていった。1766年にはノースカロライナ議会議員となり、1767年から1769年には保安官と治安判事、さらに税徴収官を務めた。

## フレンチ・インディアン戦争
フレンチ・インディアン戦争の1760年に軍人としての長い経歴を始めた。この戦中に幾つかの戦闘や小競り合いに参戦した。中でもデュケーヌ砦の戦い（1758年）、ドブス砦の戦い（1760年）、アパラチア山脈南部でチェロキー族に対するジェイムズ・グラントの作戦（1761年）があった。その終戦までに大尉になっていた。1769年から1771年には世直しの戦争で反乱側に対抗する側に就き、最後はアラマンスの戦い（1771年5月16日）で地元民兵隊を指揮した。その後、ノースカロライナのセイラムに引退し、痛風の激しい発作からの快復に務めた。

## アメリカ独立戦争
1775年に始まったアメリカ独立戦争では、ローワン郡安全委員に指名されたことに続いて、ノースカロライナ民兵隊で大佐として参加した。その年を通じて、ラザフォードの連隊はサウスカロライナ後背地にいるロイヤリスト集団の武装解除と解体に貢献した。中でもナインティシックスにおけるスノー・キャンペーンでの働きが著名である。1776年4月4日から5月14日、ハリファックスで開かれた第4回植民地会議にはローワン郡代表として出席した。このときノースカロライナ憲法草案の作成に寄与し、ソールズベリー地区准将に昇進した。会議の後の夏に2,400名の軍隊を立ち上げ、イギリス軍と同盟して西部フロンティアの開拓者を攻撃していたチェロキー族に対する作戦を実施した。

### チェロキー族に対する作戦
ラザフォードの連隊は、7月23日にマクガヘイ砦で、ジェイムズ・マーティンおよびマーティン・アームストロング各大佐の指揮するギルフォードとサリー各地区連隊と落ち合った。そこからこの3個連隊はスワナノア・ギャップを抜けてブルーリッジ山脈を進み、ホミニー・クリークの谷を通り、ピジョン川を渡った。続いて現在のウェインズビルの町近くでリッチランド・クリークを抜け、タッカシギー川をあるインディアン集落近くで渡った。さらにコーウィー・ギャップに向けて進軍し、そこでチェロキー族の部隊と小戦闘を交わし、ラザフォード隊員の一人が負傷した。その戦闘後、オーバーヒル・チェロキーの「ミドルタウンズ」（テネシー川沿い）に進み、そこで9月14日にサウスカロライナのアンドリュー・ウィリアムソン将軍と出逢った。ウィリアムソンも同様な任務で来ており、直ちにノースカロライナの3個連隊に合流した。
4個連隊となったこの軍隊は、谷の町エリジェイ（ジョージア）や、ワトーガ集落の南近く（現在の北東テネシー）で敵対的インディアンと小競り合いを演じた。最後はインディアン部族を服従させた。この遠征での被害はラザフォード連隊の3名が死んだことだった。しかし、インディアン側の被害は深刻だった。遠征の終わりまでに、インディアンの町36か所を破壊し、かなりの広さのトウモロコシ畑を台無しにさせ、インディアンの牛の大半を追い散らした。その後ラザフォードは同じ経路を辿って故郷に戻った。10月にはソールズベリーに到着し、部隊を解散させた。

### 南部戦線
イギリス軍の戦略家は南部植民地、特に人口の少ないジョージアを最も脆弱なものと見ていた。南部ではチャールストンなどの開拓地で独立戦争初期に愛国者軍が勝利していたが、1778年に始められたイギリス軍の攻勢の目標にされた。ノースカロライナのリチャード・キャズウェル知事はこの脅威を認知し、即座に民兵隊の集結を命令した。ラザフォードは1776年にソールズベリーに戻って以来ロイヤリストを監視していたが、10月にこの命令を受け取った。キャズウェル知事とラザフォードは11月25日にキンストンで会見し、ラザフォードの任務について詳細を検討した。確かにニューヨーク市からイギリス艦隊が向かってきており、海岸部の重要都市は大変な危険に曝されていた。ラザフォードは部隊を編成できたので、12月初旬にはサウスカロライナとの境に進んだ。翌月、ジョージアのサバンナに近いサウスカロライナのパリーズバーグに作戦本部を設立した。
2月までにサバンナとオーガスタがイギリス軍に占領され、ラザフォード隊の位置づけが著しく弱められた。ラザフォードは部隊をオーガスタ近くに移動させ、3月3日のブライアクリークの戦いではジョン・アッシュ将軍の部隊を支援した。兵士達の徴兵期限が間もなく切れることになっていた。ラザフォード隊の大半は4月10日までにノースカロライナに戻った。
1780年にチャールストンが失われたことは愛国者側にとって大きな打撃となり、隣接するノースカロライナにも著しい脅威になってきた。徴兵期限が切れたために適切な防御を行えない状態だった。ラザフォードはこの危機に直面してサウスカロライナに残っていた兵士を呼び戻し、ソールズベリーからの兵士全てにシャーロット近くでの集合を命じた。6月初旬には900名の兵士が集められた。

#### ラムサーズミルの戦い
シャーロットで兵士を集めた後、ラザフォードはロイヤリストが現在のリンカーントンの近く、ラムサーズミルで武装して集まっているという情報を得て、土地の役人達にそれらが大きな脅威にならない内に解散させるよう命令を出した。ローワン郡とメクレンバーグ郡からの兵士を集めた後、それらの兵士をカトーバ川まで移動させ、6月19日にタッカシギー浅瀬で川を渉った。ローワン郡のフランシス・ロック大佐にはラムサーズミルから約16マイル (26 km) のカトーバ川の支流近くで落ち合うよう伝言を送った。ロックは400名の部隊を集め、マウンテン・クリークで宿営しており、そこはラサフォードのいた位置から35マイル (56 km) 離れていたが、ラムサーズミルまでの距離は、ラザフォード隊とほぼ同じくらいだった。ロックとその士官達は、ロイヤリストが勢力を得て十分戦えるようになるまでに、ラザフォード隊と合流するのは2つの隊の間の距離と限られた時間を考えれば現実的ではないと判断した。よってロック隊は即座にロイヤリストの陣地を攻撃することにした。ロックの部下の一人、ジョンソン大佐がラザフォードに午後10時までに新しい状況を知らせてきた。
ロック隊は6月19日午後遅くに宿営地を離れ、6月20日早朝にロイヤリストの陣地に到着した。愛国者隊はロイヤリストを急襲した。ロイヤリストは当初当惑し混乱していたが、ロックの騎兵隊に発砲して反撃し、騎兵隊は後退を強いられた。愛国者隊は最後はロイヤリストをその宿営地まで後退させたが、ミルのある小川の対岸に再集結しているのが分かった。この時点でロイヤリストから即座の攻撃が予測されたので、ラムサーズミルから6マイル (9.6 km) まで来ていたラザフォードに、直ぐに前進するよう伝言が送られた。ラザフォードはラムサーズミルから2マイル (3.2 km) でロック隊に会し、そこでロイヤリストが総退却に移ったことを知らされた。

#### キャムデンの戦い
サバンナとチャールストンを失い、ワックスホーの戦いで敗北したことで、南部の大陸軍は事実上駆逐されていた。州の守りを担当するのは、地方の指揮官が率いるゲリラ的な多くの民兵中隊のレベルになっていた。軍隊が居なくなったことに反応した大陸会議は、サラトガで功績を挙げたホレイショ・ゲイツ将軍を派遣し、シャーロットで大陸軍を立て直させた。ゲイツはその士官達の助言に逆らい、またその部隊の実力を知ることもなく（まだ戦闘で試してもいなかった）、7月27日に4,000名以上の部隊を率いてサウスカロライナに進軍した。ゲイツは交差点の町キャムデンを占領するつもりだった。ここを抑えればサウスカロライナの後背地を支配する戦略的な地点を掴むことになるはずだった。そこに1,000名の兵士と共に駐屯していたロードン卿は8月9日にチャールズ・コーンウォリス将軍にゲイツ軍の動きを伝えた。コーンウォリスは8月13日までに援兵を率いてキャムデンに到着し、イギリス軍の勢力は2,000名以上になった。
戦闘は8月16日夜明けに起きた。ラザフォードは他のノースカロライナ民兵隊と共に大陸軍の中央に陣取った。この戦闘の間にラザフォードは負傷し、イギリス軍の捕虜になった。その後フロリダのセントオーガスティンにあるサンマルコス砦で10か月間拘束され、1781年に捕虜交換で釈放された。

### 独立戦争の後半
ラザフォードは釈放された後、1781年9月にソールズベリーに戻り、自家がイギリス兵によって荒されたことが分かった。1781年の夏にその家族と短期間再会した後、1,400名のノースカロライナ民兵隊の指揮を執った。新しい民兵を訓練した後、ロイヤリスト民兵や町を容赦なく攻撃し始めたとされている。このことは上官であるグリーン将軍に送られた幾つかの報告書に拠るものである。このことはグリーンを大いに失望させ、そのような行動は多くの人々をロイヤリスト側に就かせるだけのものであり、別の戦略を考えるべきだとラザフォードに伝えた。これら報告書は後に真実ではないことが分かった。ラザフォードは小さなロイヤリスト民兵隊から、ウィルミントンのイギリス軍宿営地と周辺民兵隊に標的を変えており、ラフト湿地のロイヤリスト隊攻撃から始めた。10月と11月、ラザフォードはロイヤリストをウィルミントンに追い込み続け、最終的に市を囲み、イギリス軍の通信線と供給線を断つことに成功した。イギリス軍の指揮官クレイグ少佐は間もなくヨークタウンでコーンウォリスが降伏したことを知らされ、ウィルミントンの自部隊も慌てて撤退させた。
1782年、ラザフォードはウィルミントンでの成功に続いて、西部でチカマウガ族と再度戦った。7年前に辿ったのと同じ経路を進んだ。その道には兵士たちが印を付けていた。この作戦について文書になった記録は残っていないが、最終的には成功だった。

## その後の人生
1779年、ラザフォードはノースカロライナ州上院議員に選出され、1789年まで務めた。州評議会に務めている間にロイヤリストの土地の返還に反対し、その没収を支持支援した。1783年には州知事選に出馬したが落選した。新たに提案されたアメリカ合衆国憲法の全国的な議論の中で、反連邦党の動きに熱心だった。1788年にヒルズボロで開催された憲法批准会議では、他の反連邦主義代議員と共に、憲法の批准を保留した。その条項の幾つかについて異議申し立てができるかを尋ねた。各条項は個々に異議申し立てが可能であったが、連邦党のサミュエル・ジョンストンなどからの反対があったにも拘わらず、ラザフォードはこの会議であまり発言しなかった。最終判断は憲法の批准に反対することであり、そのために上院の議席を失うことになった。しかし、仲間内でのその評判はあまり影響されず、州評議員に選ばれた。
ラザフォードはソールズベリーにあった領地700エーカー (2.8 km2) と引き換えにワシントン地区の13,000 (52 km2) エーカー近い土地を手に入れた。これは大陸軍の兵士のために政府が払い下げた土地だった。1792年9月、ラザフォードは家族や8人の奴隷と共に、現在のテネシー州サムナー郡にある新しい土地に移転した。その2年後には南西部領土の評議員会議長に指名された。
1805年8月10日、テネシー州サムナー郡で死去した。

## 遺産
次の場所は全てグリフィス・ラザフォードに因む命名である。
- ラザフォードトン (ノースカロライナ州)
- ラザフォード郡 (ノースカロライナ州)
- ラザフォード郡 (テネシー州)